# Топшем (переписна місцевість, Мен)
Топшем (англ. Topsham) — переписна місцевість (CDP) в США, в окрузі Саґадагок штату Мен. Населення — 6623 особи (2020).

## Географія
Топшем розташований за координатами 43°56′21″ пн. ш. 69°56′18″ зх. д. / 43.93917° пн. ш. 69.93833° зх. д. (43.939205, -69.938401).  За даними Бюро перепису населення США в 2010 році переписна місцевість мала площу 29,00 км², з яких 28,63 км² — суходіл та 0,37 км² — водойми.

## Демографія
Згідно з переписом 2010 року, у переписній місцевості мешкала 5931 особа в 2572 домогосподарствах у складі 1633 родин. Густота населення становила 204 особи/км².  Було 2942 помешкання (101/км²).
Расовий склад населення:
| - 96,1 % — білих - 1,3 % — азіатів - 0,6 % — чорних або афроамериканців - 0,4 % — корінних американців |

До двох чи більше рас належало 1,3 %. Частка іспаномовних становила 1,5 % від усіх жителів.
За віковим діапазоном населення розподілялося таким чином: 20,2 % — особи молодші 18 років, 58,8 % — особи у віці 18—64 років, 21,0 % — особи у віці 65 років та старші. Медіана віку мешканця становила 45,6 року. На 100 осіб жіночої статі у переписній місцевості припадало 86,7 чоловіків;  на 100 жінок у віці від 18 років та старших — 83,1 чоловіків також старших 18 років.
Середній дохід на одне домашнє господарство  становив 73 922 долари США (медіана — 60 785), а середній дохід на одну сім'ю — 81 156 доларів (медіана — 75 268). Медіана доходів становила 52 736 доларів для чоловіків та 38 949 доларів для жінок. За межею бідності перебувало 9,2 % осіб, у тому числі 11,2 % дітей у віці до 18 років та 6,0 % осіб у віці 65 років та старших.
Цивільне працевлаштоване населення становило 3271 особа. Основні галузі зайнятості: освіта, охорона здоров'я та соціальна допомога — 26,0 %, роздрібна торгівля — 18,8 %, виробництво — 14,5 %.